# アンドレア・ロビンソン
アンドレア・ロビンソン（Andrea Robinson）は、アメリカ合衆国の歌手、声優。映画（実写・アニメーション）のコーラスメンバー及び、歌担当として多数出演している。
代表作は『天使にラブソングを』のシスター・メアリー・ロバート（ウェンディ・マッケナ）の歌声。アニメーションでは『リトル・マーメイドIII はじまりの物語』のアテナ女王（ローレライ・ヒル・バターズ）の歌声を担当している。

## フィルモグラフィ/サウンドトラック
- アメリカン・ホット・ワックス アラン・フリード物語 American Hot Wax (1978)
- ファルコンクレスト Falcon Crest (1987)
- クレイジームーン/恋する予感 Crazy Moon (1987)
- 天使にラブ・ソングを Sister Act (1992) - シスター・メアリー・ロバート (歌)
- 天使にラブ・ソングを2 Sister Act 2: Back in the Habit (1993) - シスター・メアリー・ロバート (歌)[1]
- ペンギン物語～きらきら石のゆくえ～ The Pebble and the Penguin (1995)
- 美女と野獣 ベルの素敵なプレゼント Beauty and the Beast: The Enchanted Christmas (1997)
- ティガー・ムービー プーさんの贈りもの The Tigger Movie (2000)
- リトル・マーメイドIII はじまりの物語 The Little Mermaid: Ariel's Beginning (2008) - アテナ女王 (歌)